# Чеботарёвка (Оренбургская область)
Чеботарёвка — село в Ташлинском районе Оренбургской области России. Входит в состав Чернояровского сельсовета.

## География
Село находится в юго-западной части Оренбургской области, в степной зоне, на правом берегу реки Ташелки, на расстоянии примерно 9 километров (по прямой) к северо-западу от села Ташлы, административного центра района. Абсолютная высота — 73 метра над уровнем моря.
Климат
Климат характеризуется как резко континентальный, с морозной зимой и жарким сухим летом. Среднегодовая температура составляет 3,6 °C. Абсолютный минимум температуры воздуха самого холодного месяца (января) составляет −42 °C; абсолютный максимум самого тёплого месяца (июля) — 39 °C. Среднегодовое количество атмосферных осадков составляет 350—400 мм, из которых большая часть выпадает в тёплый период года.
Часовой пояс
Село Чеботарёвка, как и вся Оренбургская область, находится в часовой зоне МСК+2. Смещение применяемого времени относительно UTC составляет +5:00.

## Население
| 2010 |
| ---- |
| 149  |

Гендерный состав
По данным Всероссийской переписи населения 2010 года в гендерной структуре населения мужчины составляли 51,7 %, женщины — соответственно 48,3 %.
Национальный состав
Согласно результатам переписи 2002 года, в национальной структуре населения русские составляли 86 % из 206 чел.